# Ahmad Nabil Ayad
Pour les articles homonymes, voir Ayad.
Ahmad Nabil Ayad est un ancien arbitre libanais de football, qui officia dans les années 1990 et 2000.

## Carrière
Il a officié dans des compétitions majeures : 
- Coupe du monde de football des moins de 20 ans 1999 (3 matchs)
- Coupe d'Asie des nations de football 2000 (3 matchs)